# Lonely Road
Lonely Road, det andra albumet från det amerikanska alternativ rock-bandet The Red Jumpsuit Apparatus, släpptes 3 februari 2009. Den första singeln var "You Better Pray." Låten "Pen & Paper" släpptes för gratis nedladdning på bandets egen webbplats. Tre veckor innan skivsläppet kunde man lyssna på "Represent", "Pull Me Back" och "Believe" gratis på bandets sajt. Mellan 24 och 27 januari fanns hela albumet uppe på bandets Myspacesida. Albumet debuterade på en fjortondeplacering på Billboard 200.

## Låtlista
Alla spår skrivna av Ronnie Winter, Elias Reidy och Duke Kitchens.
1. "You Better Pray" - 3:35
2. "No Spell" - 3:03
3. "Pen & Paper" - 3:24
4. "Represent" - 3:24
5. "Pull Me Back" - 3:10
6. "Step Right Up" - 3:47
7. "Believe" - 4:14
8. "Pleads and Postcards" - 3:28
9. "Lonely Road" - 4:14
10. "Senioritis" - 2:20
11. "Godspeed" - 5:38